# 矢橋謙一郎
矢橋 謙一郎（やばし けんいちろう、1929年〈昭和4年〉12月13日 - 2001年〈平成13年〉3月21日）は、日本の実業家。関ヶ原石材株式会社取締役社長・取締役会長。

## 経歴
岐阜県立大垣中学校（現・岐阜県立大垣北高等学校）、旧制武蔵高等学校卒業。1950年（昭和25年）に東京大学理学部地理学科に入学し、1953年に東京大学を卒業すると大学院に進学した。大学院在籍時には暁星高等学校講師、学習院中等科講師などを務めている。
1958年（昭和33年）に東京大学大学院を修了し、成城大学経済学部講師に就任した。1962年（昭和37年）には父親の矢橋五郎が創業した関ヶ原石材株式会社に入社し、取締役兼海外部長に就任した。関ヶ原石材は石材の輸入・加工・施工を行う業者であり、矢橋大理石の副社長を務めていた五郎が独立して1951年（昭和26年）に創業した。謙一郎自身は地理学の研究の道を志していたが、その意思に反して事業を継がざるを得なかったものである。謙一郎は入社後すぐに石材の供給国であるイタリアに渡り、トルコ、ギリシャ、ユーゴスラビアにまで足を運んだ。当時は原石の輸入まで手掛ける石材商は関ヶ原石材以外に存在しなかった。
1965年（昭和40年）には関ヶ原石材の取締役社長に就任した。飯塚浩二編著の『世界と日本 明日のための人文知理』（大修館）、阿部能成監修の『中学社会』（日本書籍）などにおて共同執筆を行っている。平凡社の『大百科事典』、岩波書店の『広辞苑』においては石材関係項目を執筆している。
1995年（平成7年）秋には直腸の腫瘍手術を受け、以後は5年以上に渡って植物状態に陥っていた。1996年（平成8年）には関ヶ原石材の取締役会長に就任し、同年には大垣市功労章を受章した。2001年（平成13年）3月21日に死去した。

## 著書
- 矢橋謙一郎 著、矢橋和江 編著『石の文化誌 「石屋」になった「地理屋」の記録』風媒社、2002年

## 役職・会員

### 役職
- 全国建築石材工業会 会長
- 大垣西ロータリークラブ 会長

### 会員
- 日本地理学会